# Robert Fogel
Robert William Fogel (Nova Iorque, 1 de julho de 1926 — Oak Lawn, 11 de junho de 2013) foi um  economista estadunidense. Ele é mais conhecido como um defensor da nova história econômica (cliometria) - o uso de métodos quantitativos na história.
Foi laureado com o Prémio de Ciências Económicas em Memória de Alfred Nobel de 1993.
Segundo Robert W. Fogel, em 2040, a economia chinesa será sete vezes maior do que a dos Estados Unidos atualmente e três vezes maior do que a daquele momento.

## Contribuições

### Cliometria eFerrovias e crescimento econômico americano
O primeiro grande estudo de Fogel envolvendo cliometria foi Railroads and American Economic Growth: Essays in Economometric History (1964). Este folheto procurou quantificar a contribuição das ferrovias para o crescimento econômico dos Estados Unidos no século XIX. Seu argumento e método eram refutações a uma longa linha de argumentos históricos não numéricos que atribuíram muito efeito expansionista às ferrovias, sem referência rigorosa aos dados econômicos. Fogel argumentou contra esses argumentos históricos anteriores para mostrar que o início da ferrovia não era indispensável para a economia americana. Examinando o transporte de produtos agrícolas, Fogel comparou a economia de 1890 a uma economia hipotética de 1890, na qual a infraestrutura de transporte era limitada a vagões, canais e vias navegáveis naturais. Fogel apontou que a ausência de ferrovias teria aumentado substancialmente os custos de transporte das fazendas para os mercados primários, particularmente no Centro-Oeste, e mudou a localização geográfica da produção agrícola. Apesar dessa consideração, o aumento geral dos custos de transporte, ou seja, a "economia social" atribuível às ferrovias, foi pequeno - cerca de 2,7% do PIB de 1890. O potencial para tecnologias substitutas, como um sistema de canais mais extenso ou estradas melhoradas, teria reduzido ainda mais a importância das ferrovias. A conclusão de que as ferrovias não eram indispensáveis ao desenvolvimento econômico gerou um nome polêmico para a Cliometria. teria diminuído ainda mais a importância das ferrovias. A conclusão de que as ferrovias não eram indispensáveis ao desenvolvimento econômico gerou um nome polêmico para a Cliometria. teria diminuído ainda mais a importância das ferrovias. A conclusão de que as ferrovias não eram indispensáveis ao desenvolvimento econômico gerou um nome polêmico para a Cliometria.

### Escravidão eTime on the Cross
A obra mais famosa e controversa de Fogel é Time on the Cross (1974), um estudo quantitativo de dois volumes sobre a escravidão americana, co-escrito com Stanley Engerman. No livro, Fogel e Engerman argumentavam que o sistema de escravidão era lucrativo para proprietários de escravos porque eles organizavam a produção das plantações "racionalmente" para maximizar seus lucros. Devido às economias de escala (o chamado "sistema de gangue" de trabalho nas plantações de algodão), eles argumentaram, as fazendas escravistas do sul eram mais produtivas, por unidade de trabalho, do que as fazendas do norte. As implicações disso, argumentaram Engerman e Fogel, é que a escravidão no sul dos Estados Unidos não estava indo embora rapidamente por conta própria (como aconteceu em alguns casos históricos, como a Roma antiga) porque, apesar de sua natureza exploradora, a escravidão era imensamente lucrativa e produtiva para os proprietários de escravos. Isso contradiz o argumento dos primeiros historiadores sulistas.
Uma parte de Time on the Cross focou em como os proprietários de escravos tratavam seus escravos. Engerman e Fogel argumentaram que, como os proprietários de escravos encaravam a produção escrava como um empreendimento comercial, havia alguns limites na quantidade de exploração e opressão que infligiam aos escravos. De acordo com Engerman e Fogel, os escravos no sul dos Estados Unidos viviam melhor do que muitos trabalhadores industriais no norte. Fogel baseou essa análise em grande parte nos registros das plantações e afirmou que os escravos trabalhavam menos, eram mais bem alimentados e chicoteados apenas ocasionalmente - embora os autores tivessem o cuidado de declarar explicitamente que os escravos ainda eram explorados de maneiras que não eram capturadas por medidas disponíveis nos registros. Esta porção do Tempo na Cruz criou uma tempestade de polêmicas, embora não estivesse diretamente relacionada ao argumento central do livro - que as plantações de escravos do sul eram lucrativas para os proprietários de escravos e não teriam desaparecido na ausência da Guerra Civil. Algumas críticas erroneamente consideraram Fogel um apologista da escravidão. Na verdade, Fogel se opôs à escravidão por motivos morais; ele pensava que por motivos puramente econômicos, a escravidão não era lucrativa ou ineficiente, como os historiadores anteriores, como Ulrich B. Phillips, argumentaram.

### Sem consentimento ou contrato: A ascensão e queda da escravidão americana
Em 1989, Fogel publicou Without Consent or Contract The Rise and Fall of American Slavery como uma resposta às críticas decorrentes do que alguns perceberam como as conclusões frias e calculistas encontradas em seu trabalho anterior, Time on the Cross. Nele, ele deixa muito claro uma acusação moral à escravidão quando faz referência a coisas como a alta taxa de mortalidade infantil de mulheres grávidas sobrecarregadas e as hierarquias de escravos cruéis estabelecidas por seus senhores. Ele não escreve muito sobre o que já havia estabelecido em seu trabalho anterior e, em vez disso, enfoca como esse sistema economicamente eficiente foi ameaçado e, por fim, abolido. Usando as mesmas técnicas de medição que usou em seu trabalho anterior, ele analisou uma montanha de evidências relativas à vida dos escravos, mas ele se concentra muito mais nos aspectos sociais versus econômicos desta vez. Ele ilustra como era incrivelmente difícil e ameaçador o trabalho de um escravo, bem como como eles foram capazes de formar sua própria cultura como uma resistência à escravidão. Seu ponto principal acaba sendo entendido, no entanto, enquanto ele explica como um pequeno grupo de reformadores religiosos muito vocais e comprometidos liderou a luta contra a escravidão até que se tornou uma força política que chamou a atenção do Presidente dos Estados Unidos. Seu livro investiga profundamente por que alguns dos líderes mais amplamente respeitados da América passaram de ver a escravidão como uma força de trabalho altamente lucrativa (que suas descobertas indicam como verdade) para algo que deve ser abolido por motivos morais.

### O Quarto Grande Despertar
Em 2000, Fogel publicou The Fourth Great Awakening and the Future of Egalitarianism, no qual argumentou que a América tem se movido ciclicamente  .em direção a uma maior igualdade, em grande parte por causa da influência da religião, especialmente do evangelicalismo. Com base em seu trabalho sobre o fim da escravidão, ele propôs que, uma vez que o evangelicalismo foi o grande responsável pelo fim da instituição que ele considerou economicamente lucrativa, a religião continuaria a alimentar o desenvolvimento moral da América. Fogel fez um diagrama de quatro "Grandes Despertares", chamados (por outros) de "O Paradigma Fogel". "O paradigma de Fogel é extraído do que ele acredita serem ciclos de desafios éticos pelos quais a América passou, provocados por inovações tecnológicas que criam crises morais.

### Trabalho posterior:The Technophysio Evolution
Fogel foi o diretor do Center for Population Economics (CPE) da Universidade de Chicago e o principal investigador do projeto Primeiros Indicadores de Níveis de Trabalho Posterior, Doença e Morte financiado pelo NIH, que se baseia em observações de registros de pensões militares de mais de 35 000 veteranos do Exército da União.
Muitos dos últimos escritos de Fogel incorporaram o conceito de evolução da tecnofisiologia, um processo que ele descreveu como "o sinergismo entre a rápida mudança tecnológica e o aprimoramento da fisiologia humana". Usando a altura como um indicador de saúde e bem-estar geral, Fogel observou melhorias dramáticas na saúde, tamanho do corpo e mortalidade nos últimos 200 anos. Este fenômeno é examinado mais completamente em The Escape from Hunger and Premature Death, 1700-2100: Europe, America, and the Third World e The Changing Body: Health, Nutrition, and Human Development in the Western World desde 1700 (ambos publicados pelo Jornal universitário por Cambridge).
O trabalho de Fogel foi amplamente influenciado pela tese de McKeown. Desde 1955, o cientista britânico de saúde pública Thomas McKeown desenvolveu uma teoria de que o crescimento da população desde o século 18 pode ser atribuído a um declínio na mortalidade por doenças infecciosas, em grande parte a um melhor padrão de vida, particularmente a uma melhor nutrição, mas mais tarde também para uma melhor higiene, e apenas marginalmente e tarde para a medicina. O trabalho de Fogel e colaboradores forneceu as evidências necessárias de que mais e melhores alimentos eram o principal fator para a redução da mortalidade por doenças infecciosas. Conforme resumido pelo laureado Angus Deaton (2013, pp 91-92):
A nutrição era claramente parte da história do declínio precoce da mortalidade. ... Com o início da revolução agrícola, a armadilha [malthusiana] começou a desmoronar. A renda per capita começou a crescer e, talvez pela primeira vez na história, havia a possibilidade de melhorar continuamente a nutrição. Uma nutrição melhor permitiu que as pessoas ficassem maiores e mais fortes, o que permitiu ainda mais o aumento da produtividade, estabelecendo uma sinergia positiva entre melhorias na renda e melhorias na saúde, cada uma alimentando a outra. Quando os corpos das crianças são privados dos nutrientes de que precisam para crescer, é improvável que o desenvolvimento do cérebro alcance todo o seu potencial, então essas pessoas maiores e mais abastadas também podem ter sido mais inteligentes, aumentando ainda mais o crescimento econômico e acelerando o virtuoso círculo. Pessoas mais altas e maiores viviam mais,

-  Angus Deaton, The Great Escape. Health, wealth, and the origins of inequality

## O Prêmio Nobel de Ciências Econômicas
Em 1993, Robert Fogel recebeu, juntamente com o historiador econômico Douglass C. North, o Prêmio Nobel Memorial em Ciências Econômicas "por ter renovado a pesquisa em história econômica aplicando a teoria econômica e métodos quantitativos para explicar a mudança econômica e institucional". Em sua palestra no Nobel, intitulada "Crescimento econômico, teoria populacional e fisiologia: a influência dos processos de longo prazo na formulação da política econômica", ele enfatiza seu trabalho sobre a questão da nutrição e do crescimento econômico.

## Escritos
- The Union Pacific Railroad: A Case in Premature Enterprise, 1960.
- Railroads and American Economic Growth: Essays in Econometric History, 1964.
- Time on the Cross: The Economics of American Negro Slavery, 2 volumes, 1974. (com escrito com Stanley Engerman)
- Which Road to the Past?, 1983.
- Without Consent or Contract: The Rise and Fall of American Slavery, 2 volumes, 1989, ISBN 9780393312195.
- Economic Growth, Population Theory and Physiology: The Bearings of Long-Term Processes on the Making of Economic Policy, 1994.
- The Slavery Debates, 1952–1990: A Retrospective. Baton Rouge: Louisiana State University Press, 2003. 106 pp. ISBN 0-8071-2881-3.
- The Fourth Great Awakening and the Future of Egalitarianism Chicago: University of Chicago Press, 2000.
- The Escape from Hunger and Premature Death, 1700–2100: Europe, America, and the Third World. New York: Cambridge University Press, 2004. 189pp. ISBN 0-521-80878-2.
- The Changing Body: Health, Nutrition, and Human Development in the Western World since 1700 (com escrito com Roderick Floud, Bernard Harris, e Sok Chul Hong), Cambridge University Press, New York 2011 ISBN 978-0-521-87975-0
- Explaining Long-Term Trends in Health and Longevity, 2012.
- Political Arithmetic: Simon Kuznets and the Empirical Tradition in Economics (co-written with Enid M. Fogel, Mark Guglielmo, and Nathaniel Grotte), University of Chicago Press, Chicago 2013 ISBN 978-0-226-25661-0